# Angélica Carrasco

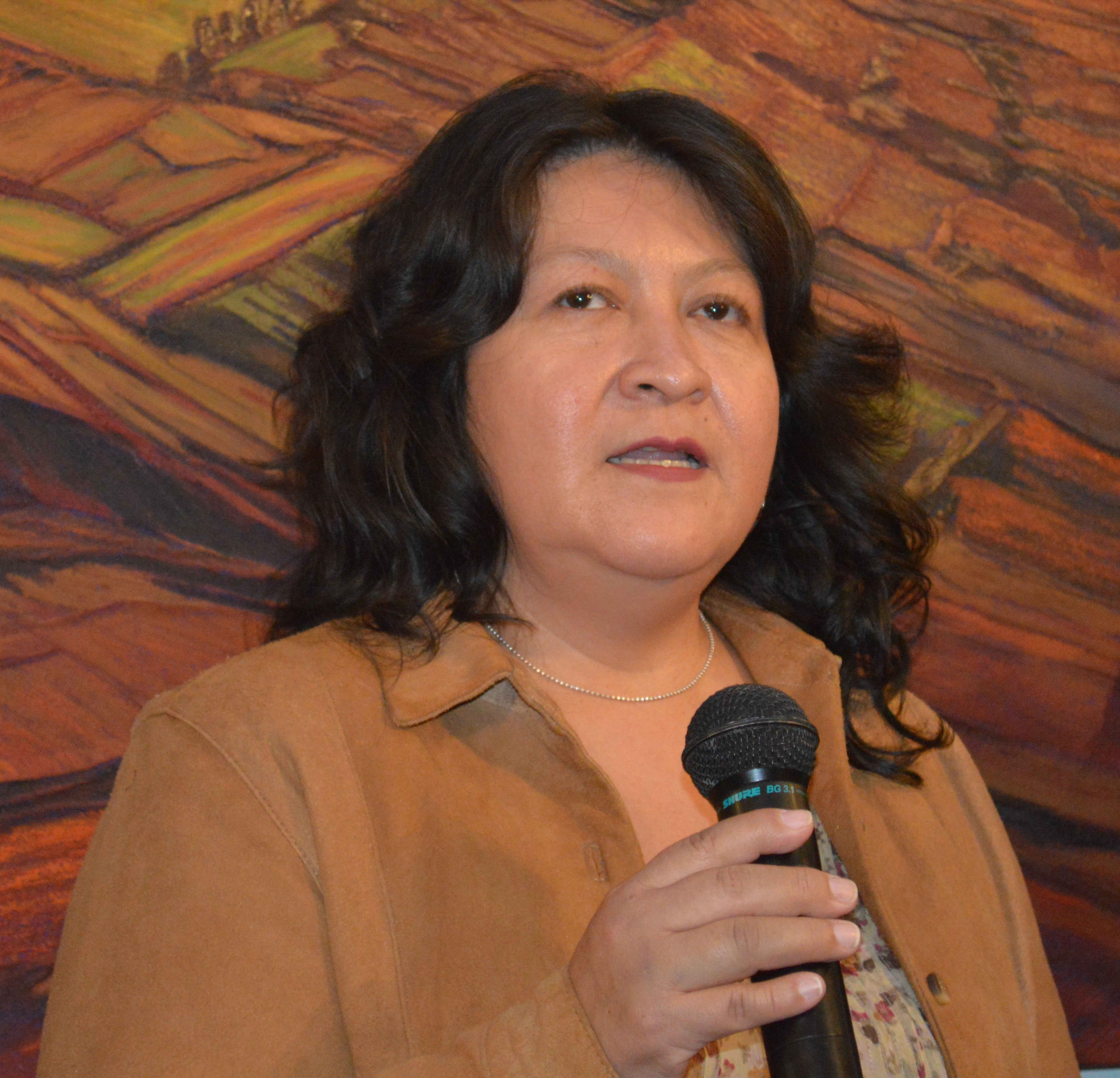
Angélica Carrasco en el Salón de la Plástica Mexicana

Angélica Carrasco (Nació el 11 de enero de 1967) es una artista mexicana de las artes gráficas la cual es pionera de impresiones a gran escala en el país. A menudo su trabajo es relacionado con violencia y clasificado como "neo-expresionismo abstracto". Mucho de su carrera ha sido dedicada a enseñar y promocionar las artes,especialmente las artes gráficas y ha sido reconocida como miembro en el  Salón de la Plástica Mexicana y en el Sistema Nacional de Creadores de Arte.

## Vida
Carrasco nació en la Ciudad de México en donde sigue viviendo.
Formalmente empezó a estudiar artes en el Instituto Nacional de Bellas Artes y Literatura, continuo con su carrera en artes gráficas en la Escuela Nacional de Pintura, Escultura y Grabado "La Esmeralda". continuó tomando cursos en fabricación de impresiones en blanco y negro y de color en la Academia de San Carlos.
Su departamento entero también funciona como estudio, con paredes cubiertas de sus trabajos recientes y una mesa grande llena de proyectos en curso así como libros y otros artículos que ella usa para inspirarse.

## Carrera
Sus exposiciones más importantes incluyen Itinerario Gráfico 1987-2003 y Huecograbado Monumental en 2005. Otras  notables exhibiciones son aquellas en el Museo de la Estampa en Toluca (2000), y en la Galería José María Velasco en la Ciudad de México(2012). Desde 1995, ella ha sido miembro de California Society of Printmakers,por el cual ella expone su trabajo en Norteamérica y Europa.
Mucho de la carrera de Carrasco es dedicada a enseñar y promover las artes, especialmente las gráficas. Ella ha desarrollado programas para estudiantes en este campo, así como certificados y otros programas con el Instituto Nacional de las Bellas Artes y Literatura, el Programa Nacional de Educación por el Arte y el Fondo Estatal para la Cultura y Artes en Tlaxcala. Incluso también dio cursos, talleres, clínicas y ha dado pláticas y participado en conferencias en la Ciudad de México y otras partes del país.
Su trabajo ha sido reconocido con la pertenencia en el Salón de la Plástica Mexicana y del Sistema Nacional de Creadores de Arte. También ha sido un juez y mentor en el programa de implantación de Creadores de Iberoamérica y de Haití en México y un juez en el primero Ángel Zárraga Biennale en Durango.
Su trabajo puede ser encontrado en colecciones públicas y privadas tales como las del Museo Nacional de la Estampa en la Ciudad de México, el Museo de Arte Contemporáneo Alfredo Zalce en Michoacán, el Museo de Arte Contemporáneo No. 8 en Aguascalientes y el de Casa de las Américas en la Havana.

## Arte
Su trabajo ha sido clasificado como neo-expresionismo abstracto. Es una pionera de trabajos a gran escala gráficos (de uno a dos metros de largo) en México. Sus técnicas incluye grabado a punta seca y grabado al agua tinta con lo que ella llamó la gráfica híbrida como foto-litografía. Ha usado instrumentos insólitos como los trapos de texturas diferentes, pelotas de goma para perros, coladores y pedazos de cerámica.
Un tema común en sus trabajos es la violencia. Carrasco ha declarado que ella estudia técnicas gráficas desde un punto de vista histórico, sobre todo la historia de arte mexicana y gráfica, evidente en la serie de Desde el estudio interior 12 con iconografía prehispánica. En 2012, expuso una serie llamada Un despiadado país de la Maravillas, basada en el mundo de Alicia en el país de las maravillas.